# Сигнальна трансдукція
Сигнальна трансдукція — біохімічний процес сприйняття та модифікації позаклітинного сигналу клітиною та наступні внутрішньоклітинні реакції на даний сигнал.

## Механізм
Відбувається за такою схемою. Сигнальна молекула, яка знаходиться поза клітиною, зв'язується зі специфічним рецептором, розташованим у клітинній мембрані, та активує його. Невеликі гідрофобні молекули здатні проникати до клітини шляхом дифузії. В цьому випадку рецептор-мішень розташована у цитоплазмі клітини. Після активації рецептор спричиняє утворення так званих «вторинних посередників» у цитоплазмі клітини. Частіш за все вони являють собою низькомолекулярні речовини, які в свою чергу відповідають за активацію білків-мішеней у клітині, які впливають на різноманітні процеси обміну речовин.

## Дивись також
- Сигнальні системи клітин
- Сигнальний шлях Notch